# Yumbu Lagang
Yumbu Lagang ist eine Klosterburg im Kreis Nêdong (sne gdong སྣེ་གདོང་ / Nǎidōng 乃东) in der Nähe von Zêtang (rtsed thang རྩེད་ཐང་ཐང་ / Zédàng 泽当) im Regierungsbezirk Shannan des Autonomen Gebiets Tibet in der Volksrepublik China aus der Zeitspanne zwischen der chinesischen Sui- und Tang-Dynastie. Anfänglich war sie ein Palast, später wurde dieser zu einem Wallfahrtsort des Buddhismus in Tibet und noch später zu einer Klosterburg umfunktioniert. Ursprünglich wurde der Palast wahrscheinlich im 7. Jahrhundert unter Songtsen Gampo errichtet. Das Bauwerk ist ein zentraler Ort für den tibetischen Gründungsmythos und Buddhismus.

## Lage und Umgebung
Die Klosterburg liegt in Tibet am Yarlung-Tal am östlichen Flussufer des Yalong Jiang, neun Kilometer südlich von Zêtang und 192 Kilometer südöstlich der Hauptstadt Lhasa des autonomen Gebiets Tibets auf dem Gebirgskamm des Zhangsiri-Gebirgszugs (chinesisch 扎西次日山 / 扎西次日山, Pinyin Zhā xī cì rì shān). Unmittelbar im Tal unter der Burg liegen mehrere kleine Dörfer wie Luodegang (chinesisch 洛德崗 / 洛德岗, Pinyin Luò dé gǎng) oder Sangzhudeqing (chinesisch 桑珠德慶 / 桑珠德庆, Pinyin Sāng zhū dé qìng).
Der Yumbu Lagang ist vom Tal aus über ungefähr 50 Höhenmeter in ca. 30 Minuten fußläufig erreichbar. Etwa 400 Meter nordöstlich der Klosterburg liegt eine Quelle, der in der Mythologie die Fähigkeit zugesprochen wird, dass die Person, die aus ihr trinkt, von allen Krankheiten geheilt wird.

## Architektur, Konstruktion und Daten
Der Yumbu Lagang ist eine tibetische Klosterburg im Stil der frühen Dzongs, die im 7. Jahrhundert erbaut wurden. Solche Festungsarchitektur ist hauptsächlich in Tibet und Bhutan zu finden, wobei diese Klosterburg als das älteste erhaltene Gebäude in Tibet gilt. Damit gilt es auch als der erste Palast in diesem massiven Dzong-Stil, wodurch diese Architektur auch viele zukünftige Dzongs beeinflusste.
Das Gebäude hat vier Stockwerke, ist 11 Meter hoch, 4,6 Meter breit und 3,5 Meter tief und in zwei Teile geteilt: Den vorderen Hauptteil und den damit verbundenen Turm, wobei das vierte Stockwerk in der Kulturrevolution zerstört wurde und erst mit der Renovierung 2017/18 rekonstruiert wurde. Das Erdgeschoss ist für jeden frei zugänglich, für den Eintritt in den ersten Stock muss man zahlen. Der Turm und die restlichen Stockwerke sind somit der Öffentlichkeit nicht zugänglich. Im Erdgeschoss ist eine Kapelle alten Tubo-Königen gewidmet, darüber im ersten Stock findet man eine Gesangshalle und buddhistische Texte, wie das Kanjur. In dem ersten als auch dem zweiten Stock sind die Wände mit Wandbildern, die alte tibetische Mythen zeigen, bedeckt. In einem Anbau der Klosterburg ist das Aufenthaltszimmer früherer Dalai Lamas, falls sich diese im Yumbu Lagang aufgehalten haben.

## Geschichte
Die Anfänge des Yumbu Lagangs sind in einem Gründungsmythos beschrieben, wobei aber der eigentliche Anfang von Historikern als deutlich später festgestellt wurde, wobei auch das zum Teil umstritten ist, weil das Mythische und Nicht-Mythische nicht klar abgrenzbar ist. Die Aufteilung in Mythologie und Forschungsgeschichte zeigt den momentanen Konsens.

### Mythologie
Dem Gründungsmythos zufolge wurde Yumbu Lagang im 2. Jahrhundert von Anhängern der Bön-Religion für den ersten tibetischen König Nyathri Tsenpo (tib.: gnya’ khri btsan po) errichtet, der als „vom Himmel herabgestiegen“ bezeichnet wird. Während der Herrschaft des 28. Königs Lha Thothori Nyantsen sei im 5. Jahrhundert ein goldener Stupa, ein Juwel (bzw. eine Form zur Herstellung von Teig-Stupas) und ein Sutra, das zunächst niemand lesen konnte (das Karaṇḍavyūhasūtra), auf das Dach des Gebäudes gefallen und eine Stimme habe vom Himmel gerufen: „In fünf Generationen soll einer kommen, der ihre Bedeutung versteht!“ Diese Texte wurden dann unter Songtsen Gampo das erste Mal verstanden, da dieser Gelehrte damit beauftragte die indische Sprache zu lernen und die Texte zu entschlüsseln. So soll auch die tibetische Schrift entstanden sein.
Somit gilt der damalige Palast als Geburtsort des Buddhismus in Tibet.

### Forschungsgeschichte
Belegt hingegen ist, dass Songtsen Gampo, Thrisong Detsen und Tri Ralpachen das Gebäude als Palast nutzen und dort auch gekrönt wurden, wobei der erstere König den Palast als Sommerresidenz nutze, nachdem er den Regierungssitz nach Lhasa verschob. Gleichzeitig wurde der Palast auch als Kapelle genutzt. Tausend Jahre später wurde der Yumbu Lagang unter dem fünften Dalai Lama Tibets zum Kloster der Gelug-Schule. Nochmal 300 Jahre später wurde das Kloster in der Kulturrevolution zerstört, bis es in 1982/83 wieder vollkommen aufgebaut wurde. Ein Jahr später wurde es auch wieder von dem Penchen Lama Thrinle Lhündrub Chökyi Gyeltshen gesegnet. Aufgrund des fortschreitenden Zerfalls der Fassade und des Holzes wurde das Kloster vom November 2017 bis zum April 2018 geschlossen und für 1,25 Millionen Euro renoviert. Momentan wird das Gebäude als buddhistisches Kloster und Touristenattraktion genutzt, wobei der Eintritt in das Kloster kostenpflichtig ist.

## Etymologie
| Tibetische Bezeichnung                                                       |
| ---------------------------------------------------------------------------- |
| Tibetische Schrift: ཡུམ་བུ་བླ་སྒང (ཡུམ་བུ་ལྷ་སྒང།ཡུམ་བུ་བླ་མཁར)                         |
| Wylie-Transliteration: yum bu bla sgang (yum bu lha sgang, yum bu bla mkhar) |
| Offizielle Transkription der VRCh: Yumbulagang                               |
| THDL-Transkription: Yumbulagang                                              |
| Andere Schreibweisen: —                                                      |
| Chinesische Bezeichnung                                                      |
| Traditionell: 雍布拉崗                                                       |
| Vereinfacht: 雍布拉岗                                                        |
| Pinyin:Yōngbùlāgǎng                                                          |

Der Name „Yumbu Lagang“ setzt sich aus den Wörtern „Yumbu“, was so viel heißt wie „Weiblicher Hirsch“, und „Lagang“, was sich mit „Heiliger Palast“ übersetzen lässt, zusammen. Der erste Teil „Yumbu“ kommt daher, dass das Profil des Berges, auf dem das Dzong sitzt, einem Hirsch ähnelt. Zusammengesetzt bedeutet „Yumbu Lagang“ so viel wie „Der (heilige) Palast von Mutter und Sohn“.

## Galerie

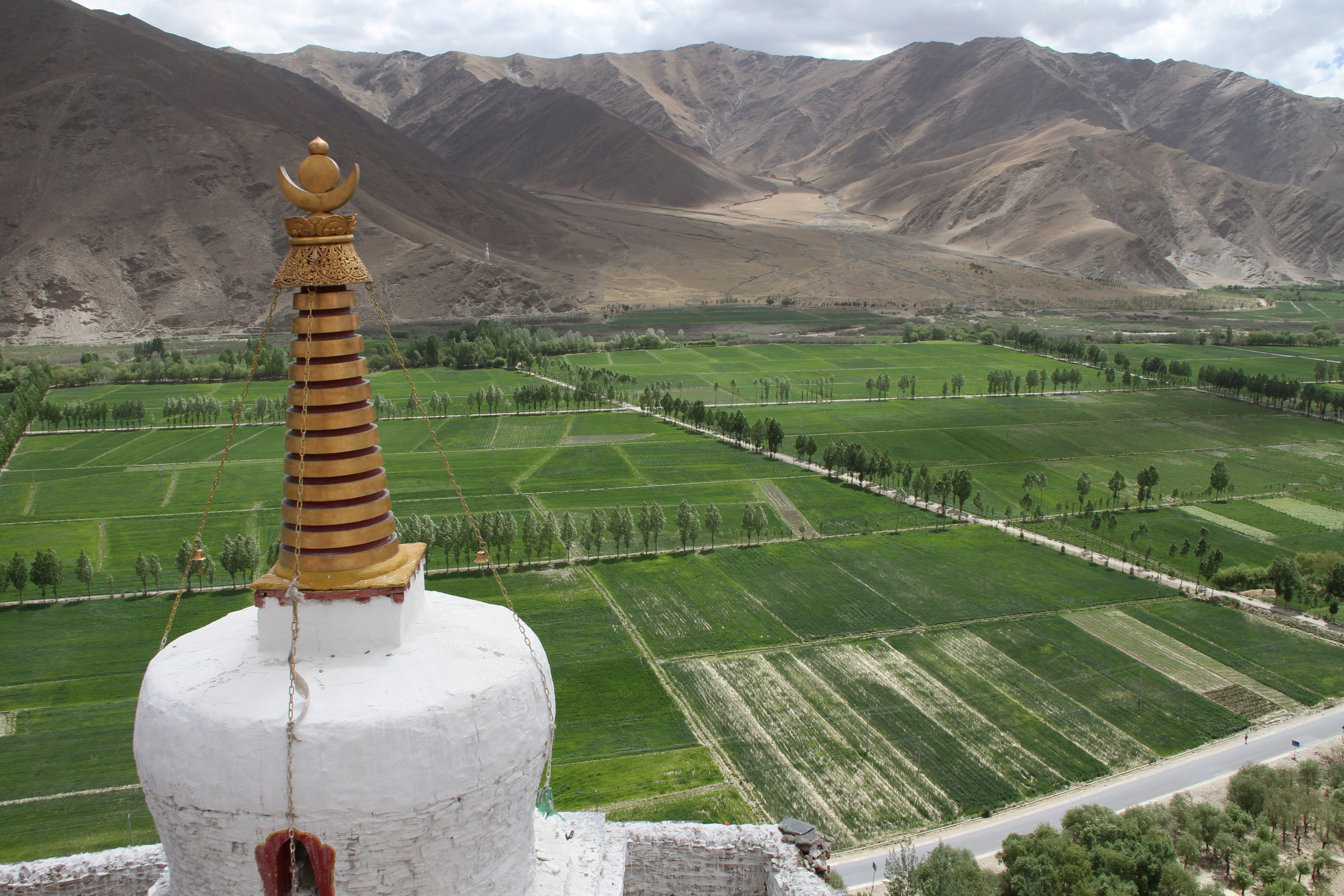
Sicht auf Felder im Tal
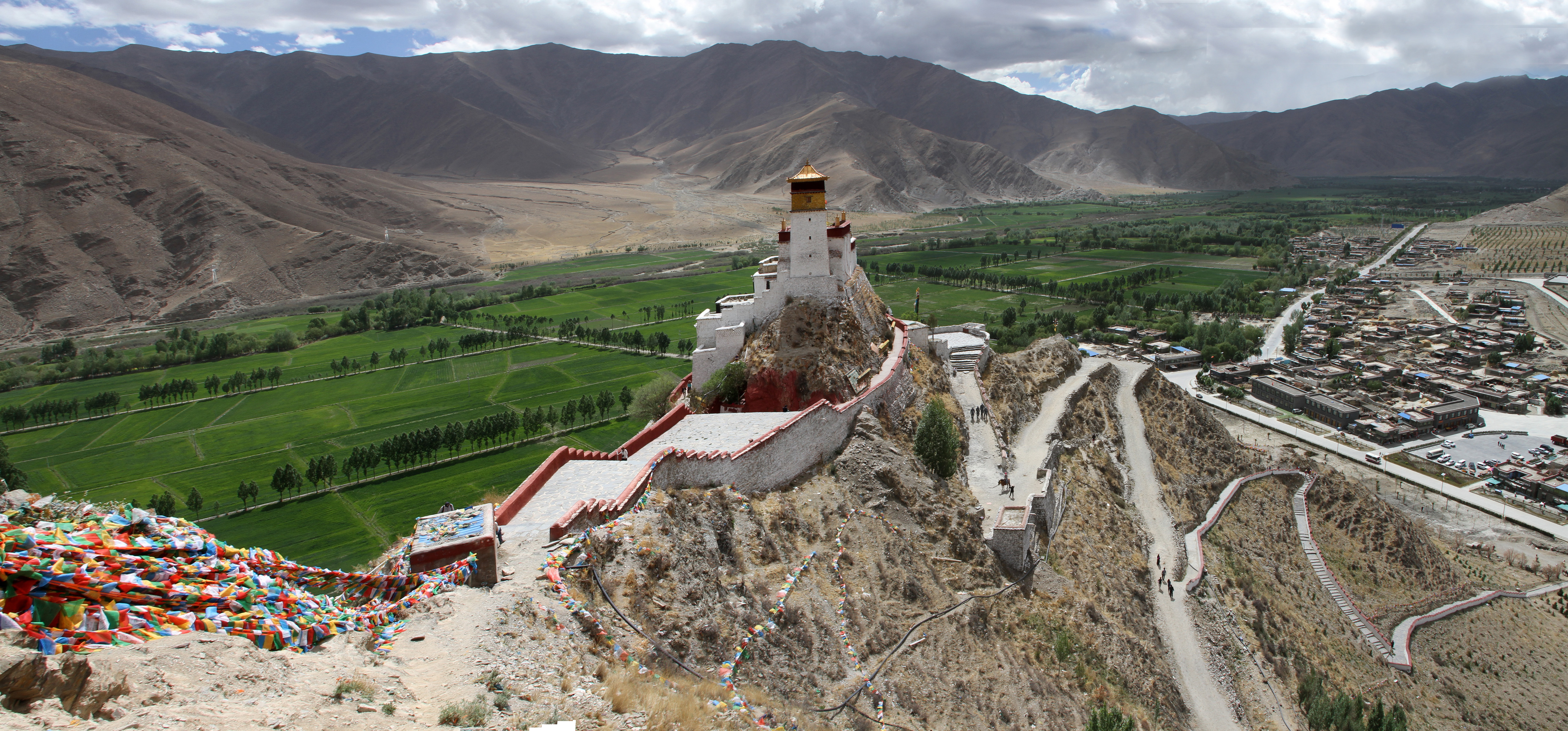
Yumbu Lagang von hinten mit Aufstieg
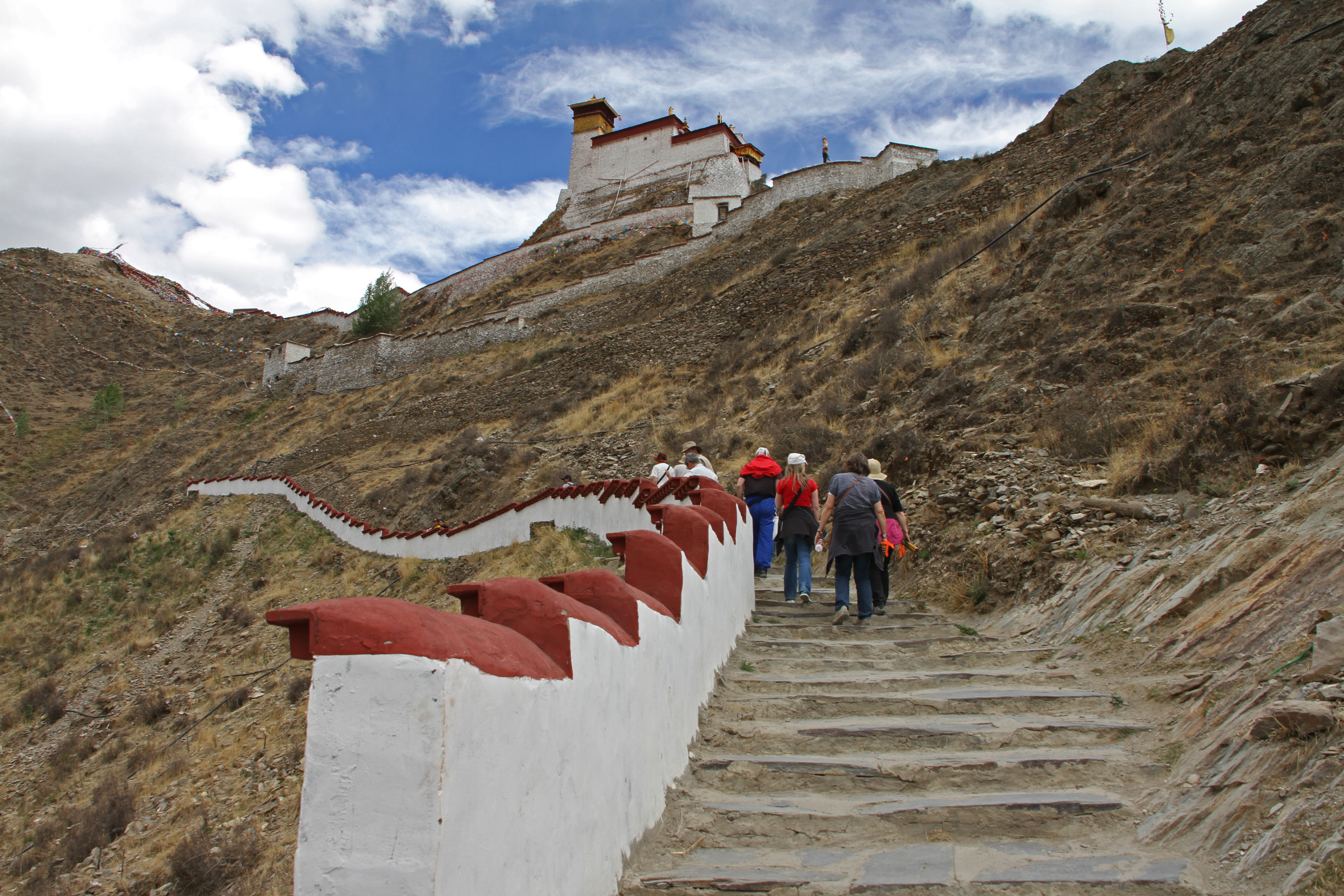
Aufstieg zum Yumbu Lagang
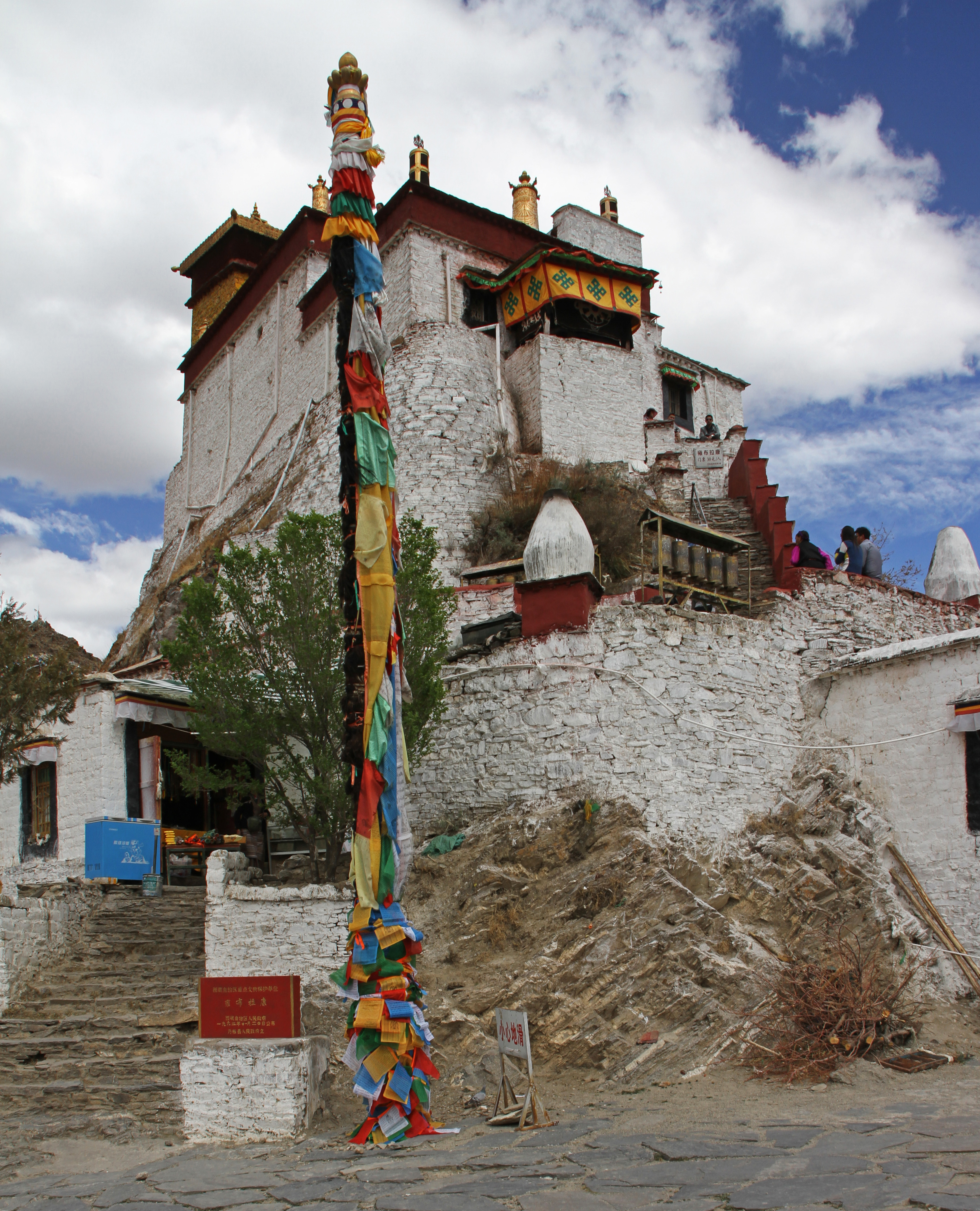
Nahaufnahme der Burg